# Falcká koruna

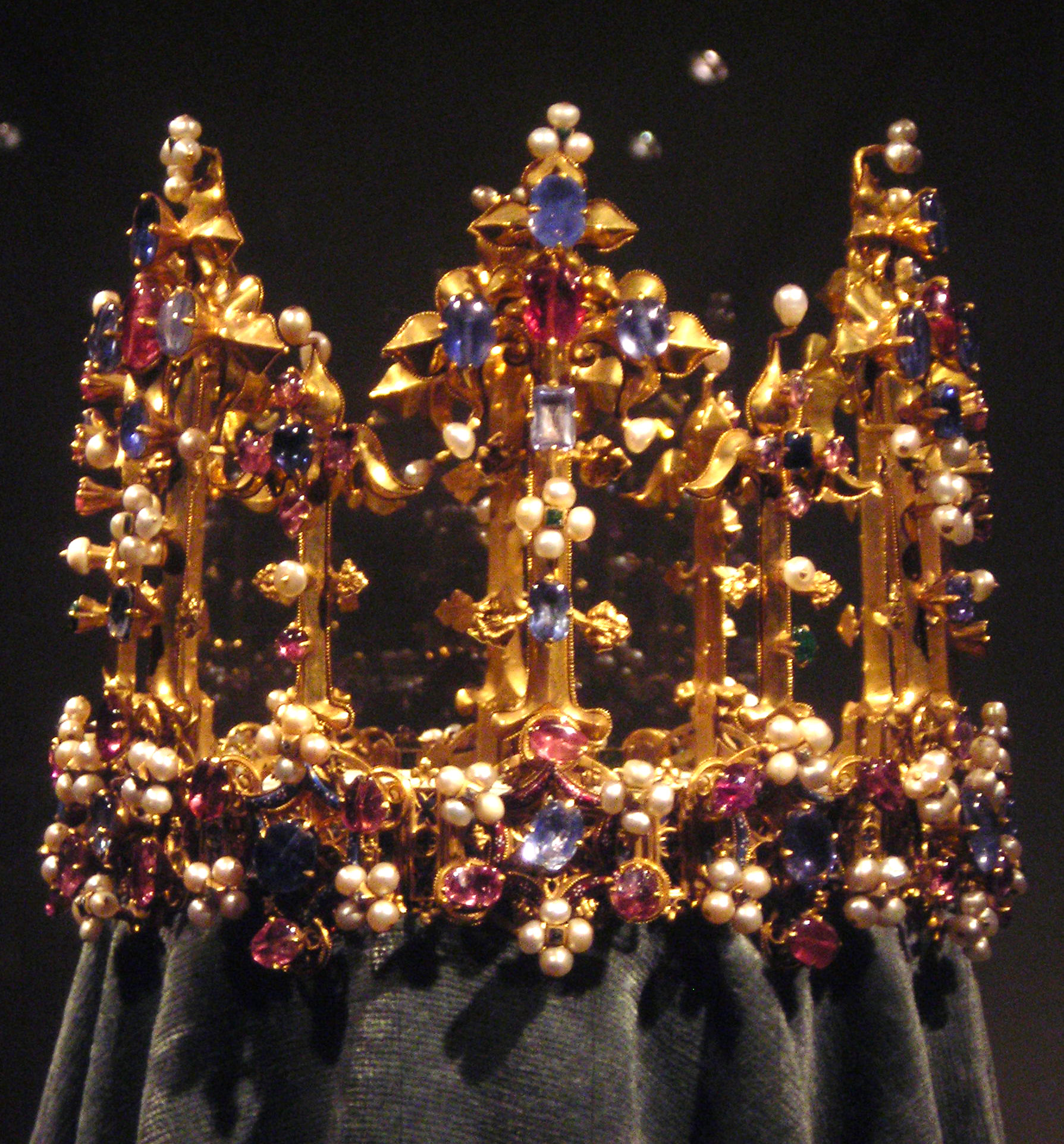
Falcká koruna

Falcká koruna neboli Česká koruna je gotická ženská koruna z majetku rodu Wittelsbachů, nyní uložená v pokladnici Residenzmuseum v Mnichově. Původně nejspíš jde o svatební korunu Anny České, dcery Karla IV., odtud název Česká. Později si ji Blanka Anglická přinesla jako věno do Falce, odtud název Falcká.

## Popis
Zlatou korunu tvoří úzká čelenka posázená perlami a drahými kameny, z níž v pravidelných rozestupech míří nahoru 12 štíhlých výběžků (střídavě šest menších a šest větších). Menší jsou ve tvaru lilií, větší ve tvaru zdobného kříže, a jsou také posázeny perlami a drahými kameny, konkrétně zde jsou safíry, rubíny, smaragdy a diamanty. Celkově jsou výběžky koruny ve srovnání s čelenkou nápadně vysoké. Ze stylistických důvodů lze korunu datovat mezi roky 1370 a 1380. Výrobcem koruny mohl být francouzský nebo ve Francii vyškolený zlatník či klenotník, který pracoval v Praze.

## Dějiny

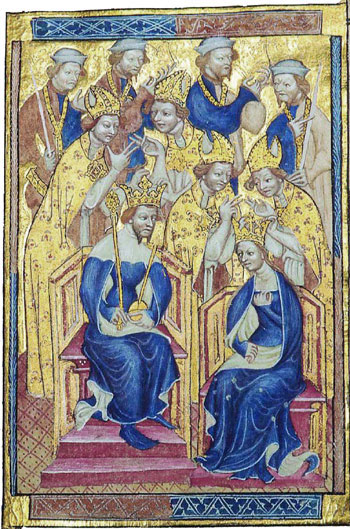
Anna Česká a její manžel Richard II.

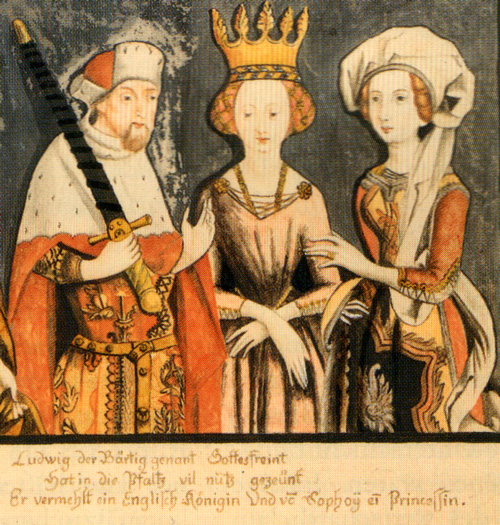
Kurfiřt Ludvík III. se svými dvěma manželkami. Uprostřed s korunou Blanka Anglická.

Má se za to, že jde o svatební korunu královny Anny České, dcery Karla IV., která se v roce 1382 se provdala za anglického krále Richarda II. Ten byl v roce 1399 násilně sesazen svým nástupcem Jindřichem IV. U příležitosti změny dynastie byl sepsán seznam královských pokladů, v němž je tato koruna zaznamenána a popsána.
Jindřichova dcera Blanka Anglická se v roce 1402 provdala za falckého následníka trůnu a později kurfiřta Ludvíka III., syna německého krále Ruprechta III. Blanka si ze své vlasti přivezla jako věno tuto korunu (někdy nazývanou po ní jako Koruna princezny Blanky). Zesnula v roce 1409, ještě než se její manžel dostal k moci, a její jediný syn Ruprecht také zemřel mladý.
Koruna se tak dostala do pokladu Wittelsbachů v Heidelbergu a od té doby se nazývá Falcká. Po sjednocení Bavorska a Falce za kurfiřta Karla Theodora byla koruna v roce 1782 spolu s dalšími cennostmi převezena z Heidelbergu do pokladnice mnichovské rezidence, kde se nachází dodnes.
Protože diktátor Oliver Cromwell v polovině 17. století nechal anglické královské klenoty roztavit, je tato památka také nejstarší existující anglickou korunou.
Dochoval se obraz královny Anny České s korunou připomínající Falckou korunu. Podobně existuje vyobrazení Blanky Anglické, na kterém má podobnou korunu s nápadně vysokými výstupky.